# Sargis Adamyan
Sargis Adamyan (armenisch Սարգիս Ադամյան Sargis Adamjan; * 23. Mai 1993 in Jerewan) ist ein armenischer Fußballspieler. Der Offensivspieler, der insbesondere auf der Stürmerposition sowie im linken Mittelfeld eingesetzt wird, spielte zu Beginn seiner Laufbahn für Hansa Rostock in der deutschen 3. Liga und wurde dort zum Nationalspieler seines Heimatlandes. Seit 2022 steht er beim 1. FC Köln unter Vertrag.

## Karriere

### Kindheit in Armenien
Sargis Adamyan wurde 1993 als Sohn eines Schuhfabrikanten im armenischen Jerewan geboren. Fünf Jahre später, 1998, gab der Vater die Schuhfabrik auf und wanderte mit seiner Familie nach Deutschland aus, wo sich diese zunächst in Ueckermünde niederließ.

### Jugend in Mecklenburg-Vorpommern
Nach sechs Jahren in Ueckermünde, wo Sargis auch im Tischtennis aktiv gewesen und Jugend-Landesmeister Mecklenburg-Vorpommerns geworden war, zog die Familie Adamyan im Jahr 2004 nach Neubrandenburg, wo Sargis nun erstmals einem Fußballverein beitrat: Er schloss sich dem 1. FC Neubrandenburg 04 an, bei dem er zunächst in der D-Jugend spielte und im Folgenden auch die C-Jugend durchlief. Mit Eintritt in die B-Jugend im Jahr 2008 spielte Adamyan schließlich für Neubrandenburg in der B-Junioren-Regionalliga, in welcher seine Leistungen das Interesse der Scouts von Hansa Rostock weckten. In der Folge wechselte Adamyan im Sommer 2009 zum FC Hansa.
In Rostock spielte Adamyan erstmals in der B-Junioren-Bundesliga, in deren Saison 2009/10 er unter Trainer Roland Kroos zehn Tore binnen 22 Einsätzen erzielte und somit zum vierten Platz der Abschlusstabelle der Staffel Nord/Nordost beitrug. Anschließend rückte Adamyan in die Rostocker A-Jugend auf, die wenige Wochen zuvor Deutscher Jugendmeister geworden war. In der Spielzeit 2010/11 der A-Junioren-Bundesliga konnte die Mannschaft, die nun ihrerseits durch Roland Kroos betreut wurde, aber nicht mehr an diesen Erfolg anknüpfen und belegte lediglich den fünften Rang ihrer Staffel. Für Adamyan war es dennoch die erfolgreichste Saison seiner bisherigen Laufbahn, da er in allen 26 Saisonspielen zum Einsatz gekommen und mit 16 erzielten Toren bester Stürmer seines Teams geworden war. Zusätzlich erreichte die Mannschaft in dieser Saison das Finale des Junioren-Pokals 2010/11, das gegen die A-Junioren des SC Freiburg erst im Elfmeterschießen verloren ging.
Die Spielzeit 2011/12 der A-Junioren-Bundesliga stellte Adamyans letzte Saison im Jugendbereich dar, wobei er finanziell durch ein Sponsoring des Rostocker Ingenieurbüros „hkc GmbH“ unterstützt wurde. So trug Adamyan schließlich mit elf Toren in 25 Einsätzen nochmals dazu bei, dass sich Rostock als fünfter der Abschlusstabelle platzieren konnte, und war somit nach Hannes Uecker zweitbester Torschütze seiner Mannschaft geworden. Dennoch wurden sowohl er als auch Uecker zur Folgesaison nicht in die Profimannschaft des F.C. Hansa übernommen, sondern zunächst der Reservemannschaft zugeteilt.

### Anfänge bei Hansa Rostock
Für Rostocks Zweitvertretung sollte Adamyan unter Trainer Axel Rietentiet in der fünftklassigen Oberliga Nordost spielen, in der das Team zuvor die Meisterschaft errungen hatte, aufgrund des Abstiegs der Profimannschaft in die 3. Liga aber auf den Aufstieg in die Regionalliga Nordost verzichten musste. In der nun beginnenden Saison 2012/13 spielte die Mannschaft allerdings nicht mehr um den Aufstieg, sondern vielmehr gegen einen zunächst drohenden Abstieg in die Sechstklassigkeit. In seinen 14 Einsätzen vor der Winterpause, in welchen er insgesamt drei Tore erzielen konnte, gelang es Adamyan aber dennoch, sich für das Rostocker Drittligateam zu empfehlen: Trainer Marc Fascher ließ Adamyan die Rückrunden-Vorbereitung mit der Mannschaft absolvieren und berief ihn schließlich fest in den Profikader. Am 26. Januar 2012 kam Adamyan daraufhin beim Rückrundenauftakt gegen Preußen Münster per Einwechslung zu seinem ersten Einsatz in der 3. Liga, dem noch sieben weitere Einsätze während der Spielzeit 2012/13 folgten. Abschließend rückte er nach einem personellen Umbruch bei den Rostockern wieder in die zweite Mannschaft, für die er in der Hinrunde der Oberligasaison 2013/14 sieben Spiele absolvierte, in denen er ein Tor schoss.

### Wechsel nach Neustrelitz
Im Winter 2014 wechselte Adamyan zum mecklenburgischen Regionalligisten TSG Neustrelitz, der zu diesem Zeitpunkt Tabellenführer der Nordost-Staffel war. Mit der TSG wurde er am Saisonende Meister, scheiterte jedoch in den Relegationsspielen zur 3. Liga.

### Wechsel nach Steinbach
Im Januar 2016 folgte sein Wechsel zum TSV Steinbach aus der Regionalliga Südwest. Dort traf der Armenier in der Spielzeit 2016/17 16 Mal in 33 Spielen, wodurch er sich für höhere Aufgaben empfahl.

### Durchbruch in Regensburg
Zur Saison 2017/18 wechselte Adamyan ablösefrei zu Zweitligaaufsteiger SSV Jahn Regensburg. Dort debütierte er am 29. Juli 2017 (1. Spieltag) bei der 2:1-Niederlage gegen Arminia Bielefeld und spielte in der Folge als Stammspieler in der zweiten Bundesliga. Am 4. November 2017 (13. Spieltag) erzielte er beim 3:2-Sieg gegen die SpVgg Greuther Fürth seine ersten beiden Treffer für Regensburg in  der Zweiten Liga. Insgesamt traf der Flügelstürmer 20-mal in 66 Ligaspielen.

### Erste Station in der Bundesliga
Zur Saison 2019/20 wechselte der Offensivakteur zum Bundesligisten TSG 1899 Hoffenheim, wo er einen Vertrag bis 2022 erhielt. Am 5. Oktober 2019 erzielte er beim 1:2-Auswärtssieg beim FC Bayern München seine ersten beiden Bundesligatore. Er erzielte wichtige Tore wie zum 1-1 gegen Köln und Dortmund wo Hoffenheim beides mal noch 2-1 gewinnen konnte Er entwickelte sich zu einem wichtigen Spieler bei der TSG, wenn auch meist als Joker. Bis Februar 2020 folgten drei weitere Bundesligatore, ehe er mit einem Syndesmoseriss im Sprunggelenk für acht Monate ausfiel. Anfang November 2020  konnte er eine Vorlage gegen Union Berlin beisteuern und schoss sein erstes Bundesligator in der Saison beim Auswärtsspiel gegen den VFL Wolfsburg. Er erzielte bei einem 5:0-Sieg gegen Slovan Liberec in der UEFA Europa League einen Doppelpack. Einen Tag später verlängerte er seinen Vertrag um zwei Jahre bis 2023.
Ende Januar 2022 wurde er mit Kaufoption bis zum Ende der Saison an den belgischen Erstdivisionär FC Brügge verliehen. Adamyan bestritt für Brügge alle möglichen 15 Ligaspiele, in denen er sechs Tore schoss, sowie ein Pokalspiel. Die Ausleihe wurde nicht verlängert.
Zur Saison 2022/23 wechselte er dann von Hoffenheim zum Ligakonkurrenten 1. FC Köln und unterschrieb dort einen Vertrag bis Sommer 2026. Am Ende der Saison 2023/24 stieg er mit den Kölnern in die 2. Bundesliga ab.

### Rückkehr nach Regensburg
Nachdem Adamyan in der Hinrunde der Saison 2024/25 unter Gerhard Struber nur sechsmal eingewechselt worden war, kehrte er Anfang 2025 bis zum Saisonende auf Leihbasis zum SSV Jahn Regensburg zurück, der sich in der 2. Bundesliga im Abstiegskampf befand.

### Nationalmannschaft
Bereits im März 2013 wurde Adamyan für ein Freundschaftsspiel der armenischen U-21-Auswahl nominiert, erhielt vom Hansa Rostock aber keine Freigabe daran teilzunehmen. Drei Monate später wurde Adamyan erneut nominiert und spielte am 6. Juni 2013 in der Qualifikation zur Europameisterschaft 2015 erstmals für Armeniens U-21, die gegen Island 1:2 unterlag. Dennoch stieß Adamyan bereits am Folgetag zur A-Nationalmannschaft, die am 7. und 11. Juni 2013 zwei Spiele der Qualifikation zur Weltmeisterschaft 2014 bestritt. Zum Einsatz kam Adamyan in diesen Spielen jedoch nicht. Drei Monate später debütierte er dann bei der 0:1-Niederlage im Heimspiel gegen Dänemark.

## Privatleben
Adamyan ist seit August 2021 mit Model und Influencerin Anna Adamyan (geb. Wilken) verheiratet. Das Paar wurde 2023 Eltern eines Sohnes.

## Erfolge
- Belgischer Meister: 2021/22 (FC Brügge)